# Safari Ravenna
Safari Ravenna è un parco safari e zoo situato a Ravenna, Emilia-Romagna, Italia, creato nel 2012 nei pressi del parco divertimenti di Mirabilandia; si estende su una superficie di 340.000 m². Il parco è composto da una vasta area dedicata al safari dove sono ospitate varie specie di grandi mammiferi e uccelli, osservabili dal proprio mezzo o tramite i veicoli del parco, e da un'area composta da uno zoo tradizionale più piccolo che ospita un rettilario, una sezione per i primati, una sezione australiana e una sezione per animali domestici.

## Aree e specie ospitate

### Safari
Il Safari è un percorso di 4 km che permette di osservare gli animali da vicino senza barriere. L'area è attraversabile con il proprio mezzo o con il trenino o le macchine elettriche del parco. Oltre alle specie animali del parco si possono vedere, nei vari laghetti, alcuni esemplari di germano reale che traggono vantaggio dagli specchi d'acqua e dal cibo per gli animali del giardino zoologico.

### Area pedonale
La seconda area del parco con spazi recintati e attraversabile a piedi o tramite il trenino a rotaia del parco. Nell'area pedonale si trova l'Isola dei Babbuini, l'Isola dei Lemuri, l'Oasi degli Scimpanzé ed il Polo Didattico, comprendente il Rettilario e le aree didattiche "Aula Celli" e "Piccola Fauna".